# Тёмные ночи
Таллинский кинофестиваль «Тёмные ночи» (эст. Pimedate Ööde filmifestival; PÖFF) — ежегодный кинофестиваль, с 1997 года проходящий в столице Эстонии в конце ноября. С мая 2006 года фестиваль — доцент, с 2008 — полноправный член Международной федерации кинопродюсеров (FIAPF). В 2014 году был сертифицирован FIAPF как фестиваль А-класса, войдя в число 15 важнейших мировых кинофестивалей наравне с Каннским и Венецианским.

## История
Фестиваль был основан в 1997 году по инициативе Тийны Локк. Локк закончила Всероссийский государственный институт кинематографии в Москве, много лет работала журналистом для разных изданий, с 1992 года была специальным корреспондентом на Берлинском и Каннском кинофестивалях. Опираясь на свой опыт работы в киноиндустрии, она решила попробовать сделать фестиваль в Эстонии, хотя по собственным словам, не была уверена в успехе. В первые годы PÖFF представлял только кино из стран Северной Европы, в программу входили около 25 картин, а число посетителей составляло до 4500 человек. Фестиваль быстро набирал популярность, росла аудитория и расширялась программа, уже на пятом году работы он запустил собственный кинорынок.
В 2010 году на базе PÖFF прошло вручение European Film Awards.
Программа XVI сезона PÖFF в 2012-м году включала уже 270 полнометражных картин из 66 стран.
В 2014 году FIAPF сертифицировала международную конкурсную программу Таллинского кинофестиваля и присвоила ему A-класс в рейтинг, включив таким образом в число важнейших 15 кинофестивалей мира. PÖFF является единственным конкурсным неспециализированным кинофестивалем в Северной Европе.
В 2015 году его аудитория достигла 80 тыс., в программу 19-го фестиваля вошли 289 фильмов из 80 разных стран, а показы велись уже в двух городах — Таллине и Тарту. Помимо основных программ, в рамках фестиваля проходят фестиваль анимационного кино Animated Dreams, фестиваль детского и юношеского кино Just Film и международный фестиваль короткометражных фильмов Sleepwalkers. В том же году впервые на PÖFF стартовала конкурсная программа Tridens First Features, посвящённая полнометражным дебютам молодых режиссёров.
В 2021-м году была запущена PÖFF film school — онлайн платформа для обучения кинематографии, ориентированная на учеников государственных эстонских школ. Среди других инициатив, запущенных в период пандемии Covid-19 — Discovery Campus для молодых кинематографистов и база данных Creative Gate для профессионалов из регионов. В том же году журнал Variety включил бессменного директора фестиваля Тийну Локк в список 50 самых влиятельных женщин в мировой киноиндустрии, особо отметив то, как ей удалось руководство PÖFF в период пандемии COVID-19.
В 2022-м году программа 26-го фестиваля «Тёмные ночи» включила 550 картин из 75 стран мира, в том числе 78 мировых премьер. В том же году PÖFF добавил пятую конкурсную программу — «Выбор критиков». Также с 2022 года является партнёром белорусского кинофестиваля в изгнании «Северное сияние», программа которого частично проходит на площадках PÖFF в Таллине. При этом, в программу «Тёмных ночей»-2022 не включили ни одного фильма из России.
В программу PÖFF-2024 вошло 185 кинолент из 73 стран, подфестиваль детского и юношеского кино включил 51 картину, а подфестиваль короткометражек — 240 фильмов. В 2024-м фестиваль запустил 6-ю конкурсную категорию — Doc@PÖFF для документального кино, а также принял участие в проекте «Фантастическая семёрка» совместно с каннским кинорынком Marché du Film и кинофестивалем в Сиджесе. Проект нацелен на поиск новых талантов и поддержку кино в жанре фантастики — каждый из 7 фестивалей-участников отбирает одну картину и представляет её на каннском кинорынке.

## Описание

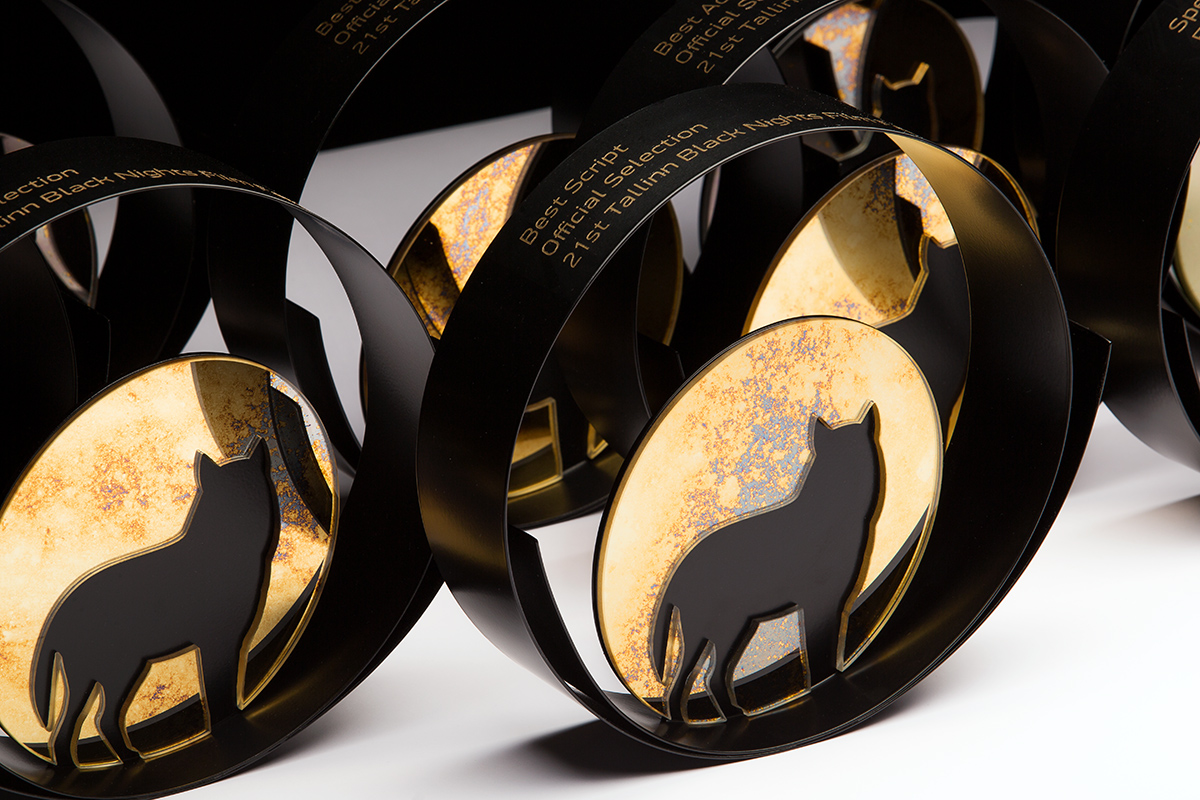
Награды на PÖFF 2017

### Фокус
Ежегодно фестиваль выбирает определённую страну или регион, киноискусство которого становится центральной темой сезона. Например, в 2012 страной-темой стала Греция, в 2014 — Польша, в 2021 — Венгрия, в 2022 — Германия, в 2023 — Сербия.

### Программа
Кинофестиваль состоит из основной программы, 16 специальных программ, трёх подфестивалей и кинорынка.
Основная программа:
- международная конкурсная программа EurAsia;
- конкурсная программа дебютных полнометражных фильмов[3];
- конкурсная программа фильмов стран Балтии;
- «Бунтари не без причины»;
- «Выбор критиков»;
- Doc@POFF — категория документального кино[23].

Кроме них, в программу PÖFF входят показы документальных и ретроспективы, посвящённые отдельным жанрам и режиссёрам. Помимо основной конкурсной программы PÖFF включает:
- Фестиваль студенческих и короткометражных фильмов Sleepwalkers;
- Фестиваль анимационных фильмов Animated Dreams;
- Фестиваль детских и молодёжных фильмов Just Film;
- Black Market Industry Screenings — рынок кинопродукции, основная цель которого — познакомить с фильмами стран Балтии, Северных стран, Центральной и Восточной Европы, России и Средней Азии. Кроме этого проходит ярмарка авторских прав «Фильм из книги»;
- Рынок кинопродукции и ко-продукции Baltic Event, основная цель которого — познакомить международных специалистов кино и телевидения с игровыми фильмами, созданными в странах Балтии, и с возможностями производства кинопродукции[3].

Внеконкурсная программа PÖFF включает секции Fashion Cinema («Мода Кино»), the Gourmet Cinema, the Midnight Shivers («Ночная дрожь»), экспериментального кино, а также отдельную секцию кино о спорте (совместно с Эстонским Олимпийским Комитетом).
Фильмы кинофестиваля «Тёмные ночи» оценивает несколько международных жюри: для каждой программы основного конкурса, а также для специальных программ. Например, для своих категорий отдельные панели жюри выдвигают FIPRESCI, Сеть продвижения азиатского кино и Международная федерация киноклубов (FICC). С 2014 года на фестивале работает экуменическое жюри, которое объединяет представителей разных церквей Эстонии и выбирает из основной конкурсной программы картину, которая «наиболее ярко выражает общее человеческое достоинство и принципы любви к ближнему».

### Награды
Победитель кинофестиваля «Тёмные ночи» главной конкурсной программы получает Гран-при — статуэтку Бронзового волка — и денежный приз в размере 5 тыс. евро. В конкурсе на Лучший эстонский фильм победитель получает призовой грант в 3200 евро. Также каждый сезон присуждается два Специальных приза жюри.

### Лауреаты
| Год  | Фильм                    | Оригинальное название    | Режиссёр(ы)            | Страна         |
| ---- | ------------------------ | ------------------------ | ---------------------- | -------------- |
| 2004 | Шиза                     | Шиза                     | Гульшад Омарова        | Казахстан      |
| 2005 | Мечты о Шанхае           | Qīng hóng / 青紅         | Ван Сяошуай            | Китай          |
| 2006 | Тёмносинийпочтичёрный    | Azuloscurocasinegro      | Даниель Санчес Аревало | Испания        |
| 2007 | Благочестие              | Takva                    | Озер Кызылстан         | Турция         |
| 2008 | Голод                    | Hunger                   | Стив Маккуин           | Великобритания |
| 2009 | Аджами                   | Ajami / عجمي / עג'מי     | Скандар Копти          | Израиль        |
| 2009 | Аджами                   | Ajami / عجمي / עג'מי     | Ярон Шани              | Израиль        |
| 2010 | Счастье моё              | Счастье моё              | Сергей Лозница         | Украина        |
| 2011 | Простая жизнь            | Táo Jiě / 桃姐           | Хёй, Энн               | Гон Конг       |
| 2012 | Дом с башенкой           | Дом с башенкой           | Ева Нейман             | Украина        |
| 2013 | Великая красота          | La grande bellezza       | Паоло Соррентино       | Италия         |
| 2014 | Люцифер                  | Люцифер                  | Густ Ван ден Берге     | Бельгия        |
| 2015 | Садо                     | Sado / 사도              | Ли Чжун Ик             | Южная Корея    |
| 2016 | Тихое сердце             | Lev shaket / לב שקט מאוד | Эйтан Аннер            | Израиль        |
| 2017 | Ночная авария            | Tunku Kyrsyk             | Темир Бирназаров       | Кыргызстан     |
| 2018 | Блуждающая девушка       | Niña Errante             | Рубен Мендоза          | Колумбия       |
| 2019 | Kontora                  | コントラ                 | Anshul Chauhan         | Япония         |
| 2020 | Fear (2020 film)         | Страх                    | Ивайло Христов         | Болгария       |
| 2021 | Dear Thomas              | Lieber Thomas            | Андреас Клейнерт       | Германия       |
| 2022 | Driving Mum              | Á Ferð með Mömmu         | Hilmar Oddsson         | Исландия       |
| 2023 | Misericordia (2023 film) | Misericordia             | Emma Dante             | Италия         |